# Harald Maddadsson
Harald Maddadson, Jarl von Orkney und Earl of Caithness (auch Haraldr Maddaðarson oder Harald Maddadson) (* 1133 oder 1134; † 1206) war ein norwegisch-schottischer Magnat. Er war der erste Schotte, der Jarl von Orkney wurde, doch er gilt auch als letzter Vertreter der faktisch autonomen Wikinger-Jarle in Caithness und auf Orkney.

## Herkunft und Erhebung zum Jarl
Harald Maddadson entstammte der gälisch-schottischen Familie der Earls of Atholl. Er war ein Sohn von Maddad, Earl of Atholl († zwischen 1151 und 1161) und dessen Frau Margaret, einer Tochter von Jarl Hákon Pállsson von Orkney († 1123). Nach der Orkneyinga saga war seine Mutter an der Absetzung ihres Bruders Jarl Páll Hákonsson durch Sweyn Asleifsson beteiligt. An dessen Stelle wurde 1139 der fünfjährige Harald zum Jarl von Orkney und Earl of Caithness erklärt. Die Anerkennung eines fünfjährigen Jungen als Earl war in Schottland bislang noch nicht dagewesen. Zu dieser Zeit versuchte der schottische König David I. seinen Einfluss in Nordschottland, besonders in Caithness auszubauen, während Orkney unter der Oberhoheit der norwegischen Könige stand. Die Erhebung von Harald zum Jarl geschah offensichtlich ohne Kenntnis oder gar Zustimmung des norwegischen Königs Harald Gille.

## Unter der Obhut von Jarl Rögnvald
Die Herrschaft von Harald wurde von seinem Halb-Cousin Rögnvald Kali Kolsson bestritten. Rögnvald war ein Sohn von Gunnhild, einer Tochter von Jarl Erlend Thorfinnsson († 1098), und hatte 1136 Orkney erobert. Rögnvald war dann jedoch einverstanden, dass die Hälfte von Orkney an den jungen Harald fallen solle. Möglicherweise wurde im Gegenzug dafür Rögnvalds Herrschaft in Caithness anerkannt. Diese Einigung wurde von den führenden Männern von Orkney und Schottland bestätigt, was als Zeichen für den Druck gilt, den der schottische König auf Caithness und Orkney ausübte. Zwischen 1140 und 1145 stellte der schottische König David I. eine Urkunde aus, in der er Earl Rögnvald und einen anderen namentlich nicht genannten Earl aufforderte, die Mönche zu schützen, die eine Niederlassung in Dornoch in Sutherland gründeten. Die Mönche kamen wahrscheinlich aus Südschottland und standen in Konkurrenz zu den Culdeer der traditionellen iroschottischen Kirche. Die Urkunde belegt klar das Interesse der schottischen Könige, mit Hilfe der römischen Kirche ihren Einfluss in Nordschottland auszubauen. Um 1150 reiste Rögnvald zusammen mit Harald zu König Inge nach Norwegen, der gegen zwei seiner Brüder den norwegischen Thron beanspruchte.

## Der Krieg der drei Jarls
1151 brach Rögnvald zu einer Pilgerreise ins Heilige Land auf, während Harald als alleiniger Herrscher in Nordschottland zurückblieb. König Øystein II., ein Bruder und Rivale von König Inge, nutzte Rögnvalds Abwesenheit, um durch einen Feldzug nach Orkney seine Macht zu festigen. Harald hatte bislang nur Øysteins Bruder Inge gehuldigt. Auf Orkney erfuhr Øystein, dass sich Harald auf dem Festland in Thurso aufhielt. Angeblich soll Øystein mit nur drei Skiffs über den Pentland Firth übergesetzt sein und Harald überrascht haben. Nach anderen Angaben wurde Harald von der Flotte Øysteins im Hafen von Thurso eingeschlossen. Harald musste sich dem König unterwerfen und ihm drei Mark in Gold zahlen. Die Abwesenheit von Rögnvald nutzte auch Erlend Haraldsson, ein weiterer Cousin von Harald aus. Erlend war ein Sohn von Jarl Harald Hákonsson († 1131) und hatte vom schottischen König David I. Rögnvalds Anteil von Caithness erhalten. Dann reiste er nach Norwegen, wo ihm König Øystein Haralds Hälfte von Orkney gab. Erlend wurde von zahlreichen seiner mächtigen Verwandten, darunter Sweyn Asleifsson unterstützt. Als aber Ende 1153 Rögnvald von seiner Pilgerreise ins Heilige Land nach Orkney zurückkehrte, kam es zum Krieg der drei Jarls. Dieser endete im Dezember 1154 mit der Ermordung von Erlend auf der Insel Damsay, worauf Sweyn Asleifsson wieder die Ansprüche von Rögnvald und Harald anerkannte. Diese einigten sich, die Herrschaft in Caithness und auf Orkney wieder zu teilen. Dennoch war die Region nicht befriedet. Am 20. August 1158 wurde Rögnvald von Thorbjorn Clerk in Forsie in Caithness ermordet. Nach seinem Tod war Harald unangefochtener Earl of Caithness und Jarl von Orkney. Erst ab den 1180er Jahren musste er seine Ansprüche auf Caithness gegen Harald Ungi, einen Enkel von Rögnvald verteidigen.

## Verbündeter der Macheths
Wie schon mehrere seiner Vorgänger versuchte Harald nun seinen Einfluss auf das nordschottische Ross auszudehnen. Damit wurde er in die Rebellion der Familie Macheth in Moray und Ross verwickelt. Harald unterstützte Malcolm Macheth, der ab 1162 Earl of Ross war. In den 1170er Jahren heiratete Harald Hvarflod (auch Gormflaith), eine Tochter von Malcom, obwohl er bereits verheiratet war. Der schottische König Wilhelm I. versuchte, Nordschottland unter seiner Herrschaft zu halten. 1179 ließ er zwei Burgen im östlichen Ross errichten, die vermutlich auch gegen Harald gerichtet waren. Harald beteiligte sich aber ab 1181 vermutlich nicht offen an der Rebellion der Macheth und des mit ihnen verbündeten Donald Ban Macwilliam.

## Konflikt mit König Wilhelm von Schottland
1196 soll Harald einen Überfall nach Moray geführt haben. Der genaue zeitliche Ablauf des folgenden Krieges gegen den schottischen König wird in den Chroniken aber widersprüchlich geschildert. Nach dem Chronisten John Fordun hätten die Erbansprüche von seiner Frau Hvarflod Harald zur Rebellion getrieben. 1196 oder 1197 soll Harald oder sein Sohn Thorfinn bei Inverness eine Schlacht gegen die königlichen Vasallen von Moray, vermutlich gegen Hugh Freskin, geführt haben. Dies führte 1196 oder 1197 zu einem Vergeltungsfeldzug des Königs nach Caithness. Die königliche Armee erreichte Thurso und zerstörte dort Haralds Burg. Harald vermied einen offenen Kampf gegen den König. Letztlich musste er sich aber dem König ergeben. Er versprach, seinen Sohn Thorfinn als Geisel zu stellen. Dennoch sollte die Hälfte von Caithness an seinen Rivalen Harald Ungi fallen. Da Thorfinn sich nicht freiwillig ergab und Harald somit nicht die verlangte Geisel stellen konnte, musste er sich 1197 erneut dem schottischen König unterwerfen. König Wilhelm erklärte seinen Besitz von Caithness für verwirkt und ernannte Harald Ungi zum alleinigen Earl. Harald wurde nach Edinburgh, vielleicht sogar in Ketten nach Roxburgh gebracht, bis sich Thorfinn ergab. Dann kam er wieder frei. Harald Ungi versuchte inzwischen, Orkney zu besetzen, fiel jedoch 1198 in einem Gefecht gegen Harald bei Wick. Daraufhin versuchte der König Caithness an König Ragnvald von Man zu vergeben, der mit Harald Ungi verwandt gewesen war. Möglicherweise ernannte der König nicht Ragnvald, sondern dessen Cousin Ranald of Islay zum Earl, da dieser über seine Mutter ein Nachfahre von Jarl Hákon Pállsson von Orkney war. Letztlich konnte sich der vom König ernannte Earl aber nicht in Caithness behaupten.

## Konflikt mit den Bischöfen von Caithness
Harald vergrößerte seine Probleme durch einen Streit mit der Kirche. Die Bischöfe von Caithness versuchten, die geistliche Hoheit der schottischen Kirche in Caithness durchzusetzen und standen dazu auf der Seite des schottischen Königs. Harald galt für den Angriff auf Bischof John in Scrabster verantwortlich, bei dem dem Bischof 1201 die Zunge herausgeschnitten und ein Auge ausgestochen wurde. Dies war der Höhepunkt des Streits zwischen dem Bischof und dem Earl, der in den 1190er Jahren begonnen hatte. Ursache war das Verbot des Bischofs, dass Harald weiter eine Abgabe zugunsten der Päpste erheben durfte, wie er sie vor 1181 eingeführt hatte. Bischof John versuchte dazu, seine Hoheit auf die persönlichen Besitzungen von Harald auszuweiten, die bislang unter der geistlichen Hoheit der Bischöfe von Orkney standen. Die Bischöfe von Orkney wiederum unterstanden nicht der Kirche von Schottland, sondern den Erzbischöfen von Trondheim in Norwegen. Nach dem Überfall auf Bischof John verhängte Papst Innozenz III. schwere Kirchenstrafen gegen Harald. Der Überfall gab dem schottischen König einen neuen Vorwand, einen Straffeldzug gegen seinen rebellischen Vasallen zu führen. Der erste Feldzug im Winter 1201 soll gescheitert sein, worauf der König im Frühjahr 1202 erneut nach Norden zog. Harald war gezwungen, in Begleitung von Bischof William Malveisin von St Andrews und Reinald Macer von Rosemarkie zum König nach Perth zu gehen, um ihn um die Rückgabe von Caithness zu bitten. Als Entschädigung bot er eine Zahlung von £ 2000 in Silber an. Dabei ist allerdings unklar, ob diese Unterwerfung 1202 oder bereits 1197 geschah. Auf jeden Fall musste Harald dem König für seine Rebellion eine hohe Strafe zahlen. Sein Sohn Thorfinn, der sich noch als Geisel in der Gewalt des Königs befunden hatte, wurde verstümmelt und starb im Kerker. Der schottische König begnadigte aber offenbar Harald. Er erhielt Caithness zurück und hielt bis zu seinem Tod Frieden. Auch der König intervenierte nicht mehr gegen ihn in Caithness.
Trotz seines Streits und der Verstümmelung von Bischof John war Harald ein frommer Christ, der großzügige Schenkungen an Klöster machte. Jährlich schenkte er eine Silbermark an die Kanoniker von Scone, und auch die vom Bischof verbotene, nach dem Vorbild des gerade in Skandinavien eingeführten Peterspfennigs erhobene Abgabe von einem Penny von jedem Haushalt in Caithness sollte den Päpsten zugutekommen. Vermutlich war Harald auch Schutzherr eines Klosters im nordirischen Bangor, wohin auch Krieger von Orkney um diese Zeit Raubzüge führten.

## Konflikt mit dem norwegischen König
Harald rebellierte nicht nur in Caithness gegen seinen schottischen Oberherrn, sondern auch gegen den norwegischen König, seinem Oberherrn auf Orkney. Er unterstützte die Rebellen der Øyskjeggene, die versuchten, Sigurd, den unehelichen Sohn von König Magnus Erlingsson gegen den Usurpator Sverre auf den Thron zu bringen. Sigurd stellte zusammen mit Olav Jarlsmåg, einem Schwiegersohn von Harald, auf Orkney Truppen auf. Nachdem die Rebellen 1194 in der Schlacht von Florvåg geschlagen worden waren, musste Harald 1195 nach Bergen reisen. Dort musste er sich König Sverre unterwerfen, wobei sein enger Freund und Verwandter Bischof Bjarni von Orkney sich für ihn einsetzte. Sverre demütigte Harald und beließ ihn nur unter strengen Auflagen seinen Rang als Jarl von Orkney. Er musste auf die Shetland-Inseln und auf die Hälfte der Einkünfte aus Orkney verzichten. Dazu wurde ein Sysselman als Vertreter des Königs in Orkney eingesetzt, der die Abgaben an den König erheben und die königlichen Rechte wahrnehmen sollte. Die Stellung dieses Sysselman hing natürlich von der Macht des Königs ab. Nachdem Harald seine Stellung in Nordschottland wieder gefestigt hatte, ließ er sowohl den Sysselman wie auch einen Vertreter des schottischen Königs in Caithness ermorden.

## Ehen, Nachkommen und Erbe
Harald hatte Affreca geheiratet, die vermutlich eine Tochter von Duncan, 3. Earl of Fife war. Mit ihr hatte er mindestens einen Sohn,  Thorfinn Haraldson († nach 1201). Um 1168 verstieß Harald aber Affreca zugunsten von Hvarflod. 1197 verlangte der siegreiche König Wilhelm von Harald, dass er sich von Hvarflod trennte und wieder zu seiner ersten, rechtmäßigen Frau Affreca zurückkehrte. Dies verweigerte aber Harald. Mit Hvarflod hatte Harald mehrere Kinder, darunter:
- John Haraldson († 1231)
- David Haraldson († 1214)

Nach seinem Tod übernahmen John und David gemeinsam die Herrschaft in Caithness und Orkney.

## Nachwirkung
Harald war 67 Jahre lang eine prägende Figur im Norden Schottlands. Die Orkneyinga saga berichtet ausführlich über ihn, während er in anderen schottischen Chroniken nur wenig und in englischen Chroniken fast gar nicht erwähnt wird. Während sein früher Widersacher Rögnvald hoch angesehen war, galt Harald als mächtiger, aber auch eigensinniger und hartherziger Häuptling. Während seiner Herrschaft konnte der schottische König seine Stellung in Nordschottland ausbauen. Der schottische König und auch die norwegischen Könige wollten nicht mehr halbautonome Magnaten wie Harald akzeptieren. Beide Könige konnten ihre Macht mit Feldzügen bis in das entlegene Caithness und nach Orkney durchsetzen. Auch wenn Harald während seines Lebens zeitweise Teile seines ererbten Besitzes verlor und schwere und demütigende Strafen hinnehmen musste, war er bei seinem Tod unangefochtener Herr von Caithness und Orkney. Auch die Shetland-Inseln standen wieder unter seiner Kontrolle. Nach seinem Tod versuchten die Orkney-Jarle, sich dem wachsenden Einfluss der schottischen Könige zu entziehen. Dabei gerieten sie aber stärker in die Abhängigkeit der norwegischen Könige.